# Werner Liebrecht (Fußballspieler)
Werner Liebrecht (* 28. März 1935) ist ein ehemaliger deutscher Fußballspieler. Zwischen 1955 und 1957 spielte er für Lokomotive Stendal in der DDR-Oberliga, der höchsten Spielklasse im DDR-Fußball.

## Sportliche Laufbahn
Als im Herbst 1955 im DDR-Fußball eine Übergangsrunde ausgetragen wurde, um ab 1956 im Kalenderjahr-Rhythmus zu spielen, kam der 20-jährige Werner Liebrecht in der auf 13 Begegnungen verkürzten Einfachrunde für die Betriebssportgemeinschaft (BSG) Lokomotive Stendal in drei Begegnungen erstmals in der obersten Spielklasse zum Einsatz. Er wurde dabei als Stürmer aufgeboten. In der Oberligasaison 1956 kam er zu keinem Einsatz. Im Spieljahr 1957 wurde Werner Liebrecht noch in einer Oberligabegegnung in der Rückrunde aufgestellt. In den folgenden drei Spielzeiten gehörte er nicht zum Aufgebot der 1. Mannschaft der BSG Lok. Erst in der Saison 1960, in der Lok Stendal als Oberligaabsteiger in der zweitklassigen DDR-Liga spielte, war Werner Liebrecht mit einem Punktspieleinsatz am Wiederaufstieg der Stendaler beteiligt. Danach trat er im höherklassigen Fußball nicht mehr in Erscheinung.

## Fußnote
1. ↑  Das DFB-Datencenter führt ihn in dieser Spielzeit mit 17 Spielen und einem Tor.

| Personendaten    | Personendaten            |
| ---------------- | ------------------------ |
| NAME             | Liebrecht, Werner        |
| KURZBESCHREIBUNG | deutscher Fußballspieler |
| GEBURTSDATUM     | 28. März 1935            |